# Portobello (Neuseeland)

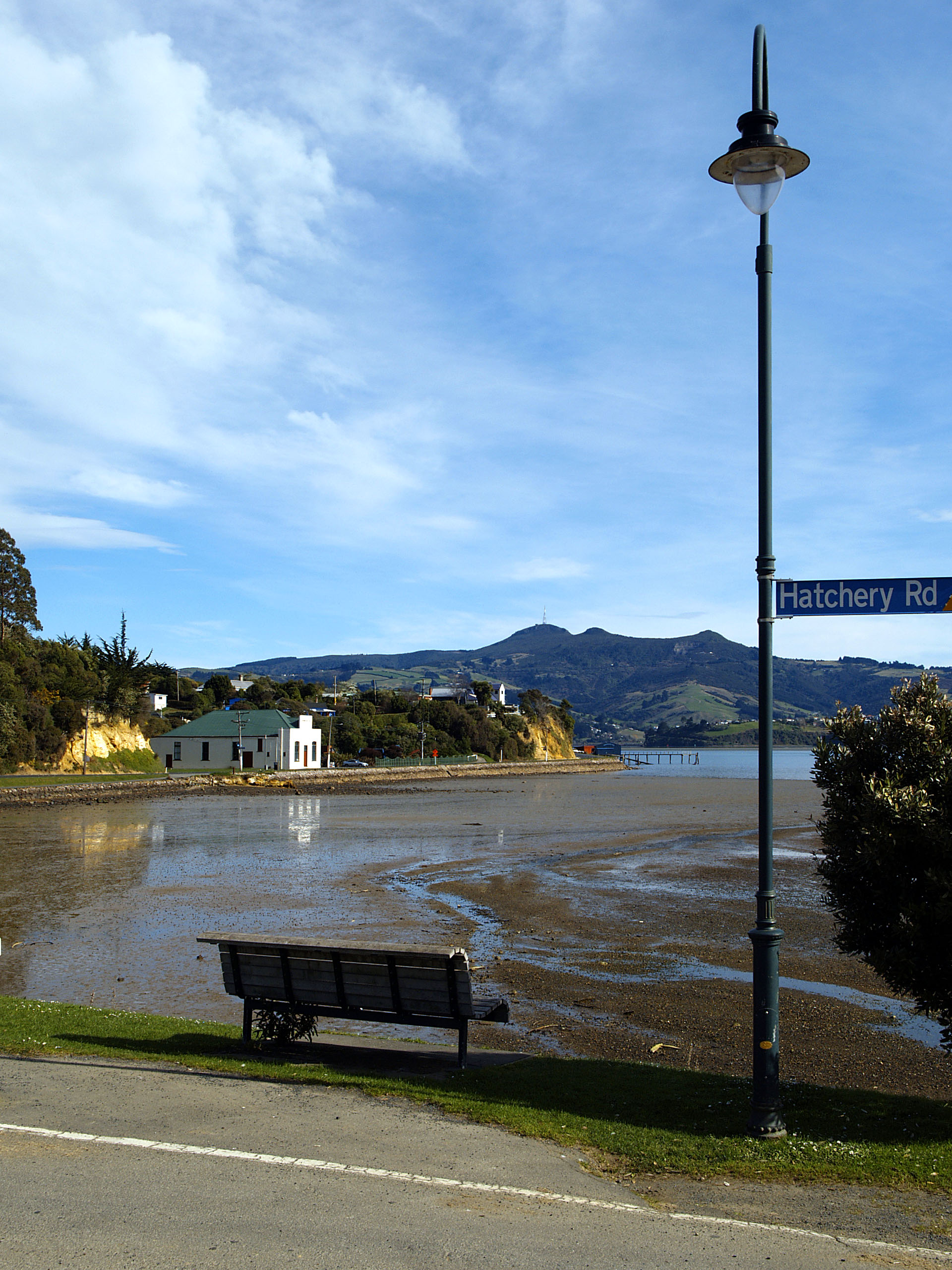
Latham Bay, Portobello, Otago Peninsula, Dunedin, New Zealand

Portobello ist ein kleiner Ort im Stadtgebiet von Dunedin auf der Südinsel von Neuseeland.

## Namensherkunft
Der Namen für die Ansiedlung wurde einem Dorf in Schottland, 5 km von Edinburgh entfernt an der See liegend, entlehnt.

## Geographie
Der Ort befindet sich rund 12 km ostnordöstlich des Stadtzentrums von Dunedin an der Latham Bay des Otago Harbour. Der Ort ist über die nördliche Uferstraße der Otago Peninsula zu erreichen und liegt auf halber Strecke dieser Straße, zwischen dem Stadtzentrum von Dunedin und dem Taiaroa Head, der östlichsten Spitze der Halbinsel.

## Geschichte
Die Geschichte von Portobello hängt eng mit der Besiedlung der Region von Otago durch die europäischen Siedler zusammen (siehe hierzu die Siedlungsgeschichte von Dunedin und der Otago Peninsula). Ab der Jahrhundertwende 1900 wurde Portobello zu einem der wichtigsten Ausflugsziele in der Region. Wer nicht die anstrengende Reise mit dem Auto über die Uferstraße auf sich nehmen wollte, kam mit dem Ausflugsdampfer herüber. Aber spätestens mit der Großen Depression (1929–1941), verlor Dunedin an wirtschaftlicher Bedeutung und Portobello damit an Freizeitwert.

## Bevölkerung
Zum Zensus des Jahres 2013 zählte der Ort 1113 Einwohner, 0,8 % mehr als zur Volkszählung im Jahr 2006.

## Tourismus
Jährlich passieren unzählige Touristen auf ihrer Fahrt nach Taiaroa Head den Ort, um die Königsalbatrosse, Gelbaugenpinguine und die Robbenkolonien an der Ostküste der Otago Peninsula zu sehen. Außer ein paar Cafés, kleinen Unterkünften und Imbissen hat Portobello nicht viel zu bieten, es sei denn, man fährt 1,5 km über eine Schotterpiste der kleinen vorgelagerten Halbinsel zum New Zealand Marine Studies Centre. Dort ist eine Meeresausstellung mit angeschlossenem Meeresaquarium zu besichtigen.
Heute befinden sich in dem Ort, wie übrigens auch an der gesamten Uferstraße des Otago Harbour entlang, viele kleine Kunsthandwerker und Galerien, die Touristen mit Zeit einen Einblick in die Kunstszene der Region gestatten.